# Sandra Minnert
Sandra Minnert (* 7. April 1973 in Gedern) ist eine ehemalige deutsche Fußballspielerin. Die Abwehrspielerin war von 1992 bis 2008 in der Bundesliga und von 1992 bis 2007 in der Nationalmannschaft aktiv. Minnert ist derzeit als Vereinsmanagerin beim SC 07 Bad Neuenahr tätig.

## Sportliche Karriere

### Vereinsfußball
Ihre Fußball-Laufbahn begann mit sechs Jahren bei der SG Usenborn. 1989 wechselte sie zur TSG Bleichenbach. Von 1990 bis 1999 war sie beim FSV Frankfurt aktiv. Dort sammelte sie ihre ersten Erfolge als Deutsche Meisterin und Pokalsiegerin.
Danach spielte sie für eine Saison bei Sportfreunde Siegen. Die größten Erfolge auf nationaler Ebene gelangen ihr nach dem Wechsel zum 1. FFC Frankfurt. Dort wurde sie je dreimal Meisterin und Pokalsiegerin sowie einmal UEFA-Cup-Siegerin.
Im Jahr 2003 spielte sie gemeinsam mit Steffi Jones in den USA in der Frauen-Profi-Liga WUSA für Washington Freedom.
Von 2004 bis 2008 spielte sie für den SC 07 Bad Neuenahr, wo sie zunächst spielende Assistenztrainerin war, ehe sie nach der Trennung von Trainer Dietmar Schacht als Interimslösung dessen Amt übernahm.

#### Erfolge
- UEFA-Cup-Siegerin 2002 mit dem 1. FFC Frankfurt
- Deutsche Meisterin 1995, 1998 mit dem FSV Frankfurt
- Deutsche Meisterin 2001, 2002, 2003 mit dem 1. FFC Frankfurt
- Deutsche Pokalsiegerin 1992, 1995, 1996 mit dem FSV Frankfurt
- DFB-Supercup-Siegerin 1995, 1996 mit dem FSV Frankfurt
- Deutsche Pokalsiegerin 2001, 2002, 2003 mit dem 1. FFC Frankfurt
- Founders-Cup-Siegerin 2003 mit Washington Freedom

### Nationalmannschaft
Ihr Länderspieldebüt gab sie 1992 gegen Jugoslawien. Im Laufe der Jahre wurde sie eine der besten Abwehrspielerinnen weltweit. Sie galt als sehr zielstrebig und zweikampfstark. Am 1. November 2007 bestritt sie ihr letztes Länderspiel gegen die Niederlande.
Sandra Minnert errang bei den Olympischen Spielen in Athen 2004 die Bronzemedaille und erhielt dafür – mit der gesamten   Frauenfußballnationalmannschaft – das Silberne Lorbeerblatt. 2005 wurde sie zum vierten Mal in Folge Europameisterin mit der Nationalmannschaft.

#### Erfolge
- Weltmeisterin 2003, 2007
- Vize-Weltmeisterin 1995
- Europameisterin 1995, 1997, 2001 und 2005
- Olympische Bronzemedaille 2000 und 2004

## Sonstiges
Minnert erlernte den Beruf der Zahnarzthelferin. Nach dem Gewinn der Weltmeisterschaft 2003 wurde in Minnerts Heimatort Gelnhaar eine Straße nach ihr benannt. Seit dem 11. Oktober 2008 ist sie Ehrenbürgerin der Stadt Ortenberg – als erste Frau überhaupt und als einzige lebende Person.
Zusammen mit den ehemaligen deutschen Nationalspielerinnen Britta Carlson und Renate Lingor sowie der Sportschützin Manuela Schmermund war Minnert WM-Botschafterin für die Fußball-Weltmeisterschaft der Frauen 2011.
Sie wurde am 1. Dezember 2012 Vereinsmanagerin beim Bundesligisten SC 07 Bad Neuenahr. Für die Kurstädterinnen war sie zwischen 2004 und 2008 schon als Spielerin aktiv.
Im Jahr 2014 hat Sandra Minnert die Sandra Minnert Fussballcamps & Fussballevents in Hessen gegründet und bietet Fußballcamps für Kinder und Jugendliche an.
Seit dem 25. Juli 2015 ist sie mit der ehemaligen Handballspielerin Larissa Kuncz verheiratet.
Sie ist Schirmherrin der Initiative Respekt! Kein Platz für Rassismus.